# Albañá
Albañá (oficialmente y en catalán, Albanyà) es un municipio español de la comarca del Alto Ampurdán, en la provincia de Gerona, comunidad autónoma de Cataluña.

## Demografía
Albañá cuenta con una población de 168 habitantes (INE 2024).
| Gráfica de evolución demográfica de Albañá entre 1842 y 2021 |
| |
| Población de derecho según los censos de población del INE Población de hecho según los censos de población del INEEn 1857 crece el término del municipio porque incorpora a Carbonills y Los Horts En 1969 crece el término del municipio porque incorpora a Basagoda |

## Símbolos

### Escudo
El escudo de Albañá se define por el siguiente blasón: 
«Escudo embaldosado: de gules, dos llaves pasadas en sautor con los dientes encima y mirando hacia fuera, la de oro en banda por encima de la de argén en barra cantonadas encima de un besante de oro con un roque de azur. Por timbre una corona mural de pueblo.»
Fue aprobado el 20 de marzo de 1992 y publicado en el DOGC número 1575 el 30 del mismo mes.
Las llaves de san Pedro son el atributo del patrón de la localidad. Encima hay el roque de azur sobre camper de oro extraído de las armas parlantes de los Rocabertí, señores del pueblo.

### Bandera
La bandera del municipio es una bandera apaisada, de dos de alto por tres de largo: de gules, una barra de plata por debajo de una banda de oro pasada en sautor y las dos pasadas por encima de un rombo de azur.